# Operation Mobilisation
Operation Mobilisation är en evangelisk kristen organisation som grundades av George Verwer med syfte att mobilisera unga människor att leva efter och dela evangeliet om Jesus med andra. OM, som organisationen kallas, startade i Mexiko och spred sig till Europa och Indien 1963. 

## Om OM
OM finns idag i mer än 147 länder runtom i världen. 
Organisationen arbetar inom fem olika fokusområden:
- Evangelisation
- Bistånd & Utveckling
- Lärjungaträning & Mentorskap
- Rättvisa
- Församlingsplantering

Där det är möjligt vill OM arbeta för att uppmuntra och stötta lokala församlingar. Om det inte finns någon församling söker man möjligheter att bilda en. 

### Grundvärderingar
- Att känna och ära Gud
- Att leva underordnande Guds ord
- Att vara öppna, ärliga och förlåtande
- Att tjäna på ett uppoffrande sätt
- Att älska och visa uppskattning för människor
- Att evangelisera världen
- Att återspegla mångfalden i Kristi kropp
- Att be för världen
- Att betona församlingens betydelse

## OM Ships
Visionen om ett fartyg började under 1960-talet. Man ville nå länder med litteratur som bara gick att nå sjövägen. Det första fartyget hette Logos och började aktivt segla för organisationen 1970. Sedan dess har man haft fem fartyg. 
Aktiva skepp
- M/S Logos Hope – Köptes 2004 och började segla i februari 2009 efter en omfattande ombyggnation.
- Doulos Hope – Köptes 2022 och togs i bruk maj 2023.

Tidigare skepp
- Logos – Tjänstgjorde från 1970 till 1988 då hon gick på grund i Beaglekanalen, Sydamerika.
- MV Doulos – Köptes 1976 och såldes den 18 mars 2010 till BizNaz Resources International Pte Ltd i Singapore.
- M/S Logos II – Ersatte Logos 1989 och såldes för upphuggning 2008 för att ge plats åt Logos Hope.

OM:s fartyg besöker hamnstäder runt om i världen för att förmedla litteratur, främst till länder där böcker inte är allmänt tillgängliga eller väldigt dyra, utföra biståndsarbete och ge hopp genom budskapet om evangeliet. 
Sedan 1970 har OM:s fartyg besökt över 480 olika hamnar i 150 länder. I genomsnitt välkomnas en miljon besökare ombord varje år. 
Totalt har över 40 miljoner besökare kommit ombord för att köpa från det stora boksortimentet med över 7 000 boktitlar. Böckerna täcker ett brett spektrum av ämnen, såsom vetenskap, sport, hobbies, matlagning, konst, filosofi, medicin och barnböcker, samt tro och liv. 

## OM i Sverige
OM etablerades i Sverige 1970 i Smålandsstenar och flyttade 1986 till Jönköping, där både huvudkontor och en del av missionsarbetet finns.